# Aanslaglijst
Een aanslaglijst is een lijst die aan een van de twee dubbele deuren of dubbele ramen is bevestigd, en wordt geplaatst wanneer er geen stijl tussen de deuren of ramen zit. Een andere benaming is tongnaald. Aldus biedt de aanslaglijst bescherming tegen tocht.
Een aanslag is het gedeelte van een stijl of dorpel waartegen een deur of raam sluit of aanslaat.